# Pico Mogotón
Der Pico Mogotón, auch Cerro Mogotón, ist ein 2107 m hoher, inaktiver Vulkan an der Grenze der mittelamerikanischen Staaten Nicaragua und Honduras. Mit seiner Höhe bildet der Berg den höchsten Punkt Nicaraguas. Die Besteigung des Mogotón ist schwer, da der Wanderpfad nicht genau bis gar nicht ausgeschildert ist und sich dazu in einem dicht bewachsenen Hybridwald befindet. Des Weiteren besteht ein minimales Restrisiko von Minen. Die Berge und Wälder entlang an der Grenze von Honduras und Nicaragua wurde in den 1980er Jahren von den Sandinisten vermint. Das Militär hat jedoch Großteile, gerade in der Nähe des Gipfels und der Kaffeeplantagen, geräumt. Übrig geblieben sind einzelne Streifen eines gelben Warnbandes und Schilder.